# 尼古拉·克雷连科

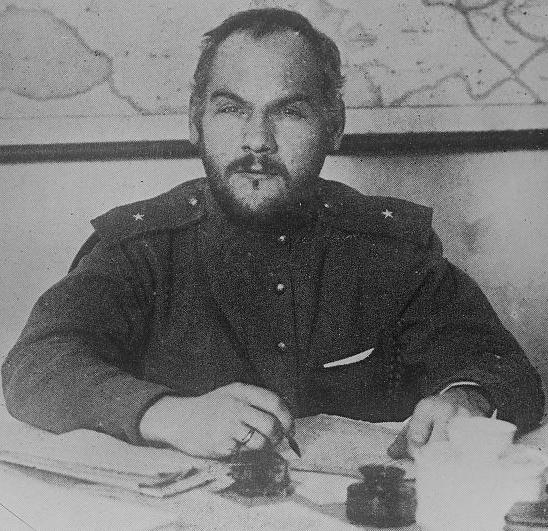
克雷连科

尼古拉·瓦西里耶维奇·克雷连科（羅馬化：Nikolay Vasilyevich Krylenko；1885年5月2日—1938年7月29日），苏联政治家、老布尔什维克，曾担任苏俄工农红军总司令，在德军的入侵行动中负责指挥。在苏联法律界担任众多职务，升任司法人民委员，俄罗斯苏维埃联邦社会主义共和国总检察长。他推崇社会主义法系理论，认为政治考量优先于犯罪事实，1928年5月作为主检察官参与沙赫蒂审判。1930年11月至12月参与工业党审判:55。参与20年代至30年代的摆样子公审。大清洗期间被捕遭处决。妹夫为美国人马克斯·伊斯特曼。